# Konstantin Vojnović
Konstantin „Kosta” Vojnović (ur. 2 marca 1832 w Hercegu Novim, zm. 20 maja 1903 w Dubrowniku) – serbski profesor prawa cywilnego, polityk, rektor Uniwersytetu w Zagrzebiu.

## Życie
Vojnović urodził się w Hercegu Novim (obecnie Czarnogóra) w serbskiej szlacheckiej rodzinie, z której wywodziło się wielu prominentnych polityków, intelektualistów i naukowców. Syn Ivana Vojinovicia i Katariny Gojković, spowinowaconej z serbskim biskupem prawosławnym, metropolitą karłowickim, Stefanem Stratimirovićem. Ivan Vojinović, ojciec Konstantina zmarł gdy ten był jeszcze dzieckiem, a jego matka wyszła po raz kolejny za mąż. Jego brat Đorđe „Đura” Vojnović, sprawował funkcję burmistrza Zatoki Kotorskiej w latach 1863–1877 oraz przewodniczącego Sejmu Krajowego Dalmacji w Zadarze.
Konstantin i Đorđe zostali ochrzczeni w Serbskim Prawosławnym klasztorze Savina, ale pod wpływem ich babki, hrabiny Angelini-Radovani, włoskiej szlachcianki, nawrócili się na wiarę rzymskokatolicką. 28 stycznia 1855 Vojnović poślubił w Mariję Seralji (Serragli), pochodzącą z Dubrownika, córkę Luigiego de Serragli, włoskiego biznesmena i polityka, członka Sejmu Krajowego Dalmacji. Mieli pięcioro dzieci.
W 1842 roku, dziesięcioletni Konstantin przybył do Dubrownika, gdzie mieszkał do 1858 roku. W Dubrowniku ukończył naukę w gimnazjum. Jego głównymi nauczycielami byli: Đuro Pulić (religia), Marko Calogerà, późniejszy biskup splicki (filozofia), o. Lujo Ciurcia, który później został arcybiskupem i wikariuszem apostolskim w Egipcie (matematyka), i dr Rocci (łacińska filologia). Zdał egzamin maturalny 12 września 1850 roku i udał się do Wiednia, gdzie rozpoczął studia prawnicze.
W Chorwacji często uważa się go za Chorwata, pomijając jego Serbskie korzenie. Dochodzi do absurdalnych sytuacji, w których o Konstantinie mówi się, że był katolickim Chorwatem, a jego brat Đorđe prawosławnym Serbem.

## Kariera
Ukończył prawo na Uniwersytecie w Wiedniu w 1854. Jako młody prawnik w Wiedniu, poznał serbskiego myśliciela i pisarza Vuka Stefanovicia Karadžicia, który w późniejszym czasie gościł u niego w Splicie, wraz z ówczesnym austriackim ministrem Aleksandrem von Bachem. Bach namawiał Vojnovića, by rozpoczął karierę w służbie cywilnej, na co Vojnović odpowiedział: „Kocham wolność: zostanę albo adwokatem albo profesorem”.
W 1855 roku, po swoim ślubie, wyjechał do Wenecji, która znajdowała się wówczas pod panowaniem austriackim, gdzie przygotowywał się do ciężkich egzaminów prawniczych. Uzyskał stopień doktora na Uniwersytecie w Padwie 8 sierpnia 1856 roku. Mieszkał w Wiedniu do końca roku, następnie powrócił do Dubrownika i rozpoczął praktyki prawnicze u słynnego dr Radmillija. Gdy ukończył praktyki i zdał egzamin, przeniósł się do Splitu za namową przyjaciela. Pracował w Splicie jako prawnik, sekretarz Izby Kupców oraz polityk. Działał na rzecz połączenia Dalmacji i Istrii z Królestwem Chorwacji i Slawonii. Wspierał ideę niepodległości Chorwacji od Monarchii Austro-Węgierskiej. Jako członek Partii Ludowej Królestwa Dalmacji, służył jako przedstawiciel w Sejmie Krajowym Dalmacji. Był członkiem Jugosłowiańskiej Akademii Nauki i Sztuki od 1890 roku.
W 1874, po rekomendacji swojego przyjaciela, biskupa Josipa Juraja Strossmayera, został wybrany na profesora prawa Austriackiego na Królewskim Uniwersytetem Franciszka Józefa I. Od 1876 do 1877 pełnił funkcję dziekana Wydziału Prawa. W roku akademickim 1877/1878, został wybrany na rektora Uniwersytetu w Zagrzebiu. Dwukrotnie służył jako prorektor, za pierwszym razem gdy rektorem był Matija Mesić, i drugi raz zaraz po zakończeniu swojej własnej kadencji rektorskiej.
Między 1878 a 1884 był przedstawicielem w Saborze, chorwackim parlamencie.
Vojnović głośno sprzeciwiał się madziaryzacji, za co został tymczasowo zawieszony na Uniwersytecie. Odszedł na emeryturę w 1891 roku. Powrócił do Dubrownika gdzie zmarł w wieku 71 lat.

## Wybrane publikacje
1. Vojnović, Konstantin (1891) O državnom ustrojstvu republike Dubrovačke
2. Vojnović, Konstantin (1892) Sudbeni ustroj republike dubrovačke
3. Vojnović, Konstantin (1895) Bibliografski pabirci iz dubrovačkijeh arkiva
4. Vojnović, Konstantin (1895) Crkva i država u dubrovačkoj republici
5. Vojnović, Konstantin (1896) Prilozi k arhivalnijem pabircima dubrovačkijem
6. Vojnović, Konstantin (1896) Dodatak raspravi: Državni rizničari republike Dubrovačke
7. Vojnović, Konstantin (1896) Državni rizničari republike Dubrovačke
8. Vojnović, Konstantin (1896) Carinski sustav Dubrovačke republike